# Franz Wenger
Franz Wenger (* 25. Februar 1950 in Großarl) ist ein österreichischer Politiker (ÖVP) und Landesbeamter. Er ist seit 2009 Mitglied des Bundesrates.

## Ausbildung und Beruf
Wenger besuchte zwischen 1956 und 1960 die Volksschule in Taxenbach und danach von 1960 bis 1964 die Hauptschule in Lend. Er erlernte in der Folge den Beruf des Schlossers und Mechanikers und erlangte 1968 den Lehrabschluss des Bau- und Kunstschlossers sowie Kfz-Mechanikers. Wenger arbeitete von 1965 bis 1973 als Schlosser und Mechaniker und trat 1974 in den Dienst des Landes Salzburg ein, wobei er seitdem bei der Bezirkshauptmannschaft Zell am See arbeitet. Zwischen 1977 und 1980 holte er die Matura in Abendkursen in Zell am See nach, danach legte er zwischen 1981 und 1982 die Staatsverrechnungsprüfung in Salzburg ab. Zudem leistete er 1979 seinen Präsenzdienst. Wenger bildete sich an der Verwaltungsakademie des Bundes weiter und besuchte zwischen 1999 und 2002 Kurse für Kostenrechnung und Controlling, Projekt- und Verwaltungsmanagement, Kosten-Leistungs-Rechnung im Öffentlichen Dienst sowie  Kennzahlen als Steuerungsinstrument. 2008 wurde er zum Regierungsrat ernannt.

## Politik und Funktionen
Wenger wurde 1989 zum Mitglied der Gemeindevertretung der Marktgemeinde Taxenbach gewählt und übernahm 1993 das Amt des Bürgermeisters. Er war innerparteilich von 1989 bis 2009 Parteiobmann der ÖVP-Ortsgruppe Taxenbach und ist seit 2005 zudem Landesobmann-Stellvertreter des Österreichischen Arbeitnehmerinnen- und Arbeitnehmerbundes (ÖAAB) und seit 2007 dessen Bezirksobmann im Pinzgau. Zudem ist Wenger seit 2000 Vorsitzender des Regionalverbandes ÖPNV-Pinzgau und seit 2004 Vertreter der Pinzgauer Bürgermeister im Kuratorium Musikum Salzburg. Am 22. April 2009 erfolgte seine Wahl zum Bundesrat.
Wenger engagiert sich seit 1960 als aktives Mitglied der Trachtenmusikkapelle Taxenbach und war zudem von 1986 bis 2004 Leiter der Sektion Tennis im Sportklub Taxenbach. Er wirkte zudem von 1986 bis 2003 als Vorstandsmitglied des Sportklub Taxenbach und war von 1982 bis 1989 Jugendreferent und Trainer Pinzgau im Tennisverband Salzburg.